# Eleocharis stenocarpa
Eleocharis stenocarpa là loài thực vật có hoa trong họ Cói. Loài này được Svenson mô tả khoa học đầu tiên năm 1929.